# Kruisweg (Herentals)
De Kruisweg van Herentals, gelegen op de Kruisberg, is vermoedelijk de oudste kruisweg van België, daterend van 1461.

## Oprichting
In de 15e eeuw maakte een minderbroeder een bedevaart naar Jeruzalem. Vanuit zijn Palestijnse pelgrimstocht bracht hij het idee mee om in Herentals een kruisweg na te bootsen. Rond 1460-1461 kreeg deze vorm, waardoor het een van de eerste kruiswegen in België werd. Hij werd meermaals verwoest en aangepast, zodat er van de oorspronkelijke kruisweg niets meer overschiet. Hoe de eerste kruisweg eruitzag, is niet geweten. Mogelijk bestond die slechts uit één statie, met Johannes en Maria aan het kruis. In de loop der eeuwen onderging de kruisweg veranderingen en kende hij uitbreiding. Tijdens de Franse tijd werd de kruisweg grotendeels vernietigd.
In 2001 werd in de Sint-Waldetrudiskerk te Herentals een tentoonstelling gehouden naar aanleiding van 550 jaar Kruisberg.

## Onderdelen
De kruisweg bestaat uit veertien staties (waaronder twee kapellen) waarin de lijdensweg van Jezus wordt afgebeeld en zeven kapelletjes van Onze-Lieve-Vrouw van Zeven Weeën. Het geheel ligt langs een wandelpad op de Kruisberg, behorend tot de Kempense Heuvelrug in het noordelijke deel van Herentals. De berg ontleent zijn naam aan de kruisweg.
De Heilige Kruiskapel, tevens de twaalfde statie, is mogelijk het oudste onderdeel van de kruisweg. Deze kapel werd nog voor 1534 gebouwd, maar later vernietigd. In 1835 werd de kapel heropgericht en in 1841 vergroot onder impuls van P.J. Deckers, toenmalig onderpastoor van het begijnhof van Herentals. De kapel is een kruiskerkje met één beuk, opgebouwd uit baksteen en nadien wit geschilderd. Binnenin is het bepleisterd en heeft het imitatievoegen. In het koor bevindt zich een calvarie. De kapel is anno 2016 echter in zeer slechte staat.
De Heilige Grafkapel is de veertiende statie en dateert van 1761. P.J. Deckers restaureerde ook deze kapel vanaf 1835. In 1944 werd de Heilige Grafkapel verwoest door een V-bom en in 1947 terug hersteld. Het is een achthoekige kleine kapel in baksteen en met een radvenster. Binnenin, achter een rondboogdeur, bevindt zich een gepolychromeerde voorstelling van het Heilig Graf.
In 1837 werd de kruisweg door P.J. Deckers uitgebreid met twaalf staties, zodat het geheel voor het eerst uit veertien staties bestond. Deze staties, bestaande uit bakstenen pijlerkapelletjes, zijn langs de wandelweg verspreid op de heuvel.
Tussen 1891 en 1893 werd de kruisweg tot slot uitgebreid met zeven kapelletjes van Onze-Lieve-Vrouw van Zeven Weeën.

## Erfgoed
In 2004 werd de Kruisweg beschermd als monument wegens zijn historische en volkskundige waarde.

## Galerij

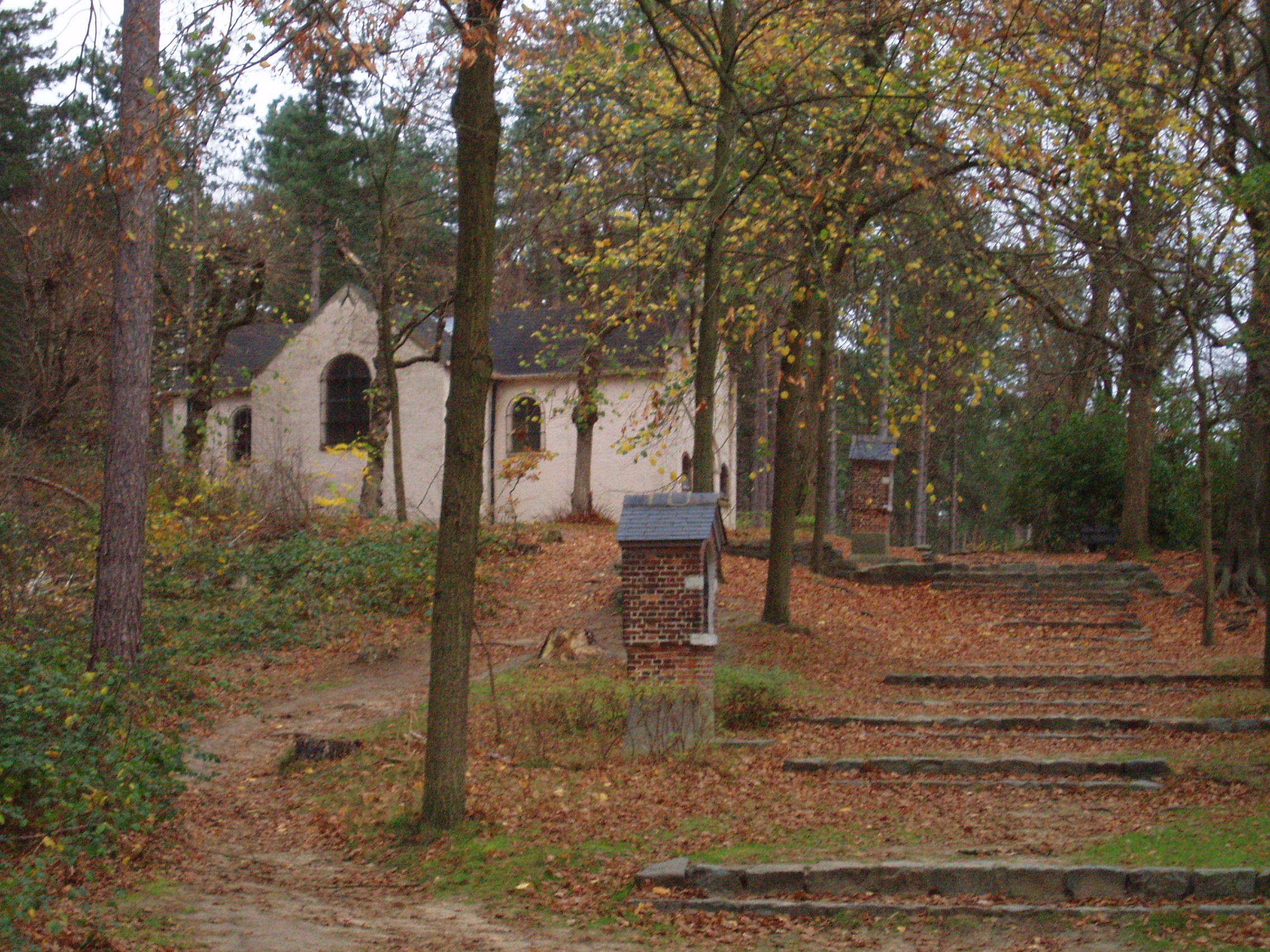
Deel van de kruisweg, met de Heilige Kruiskapel
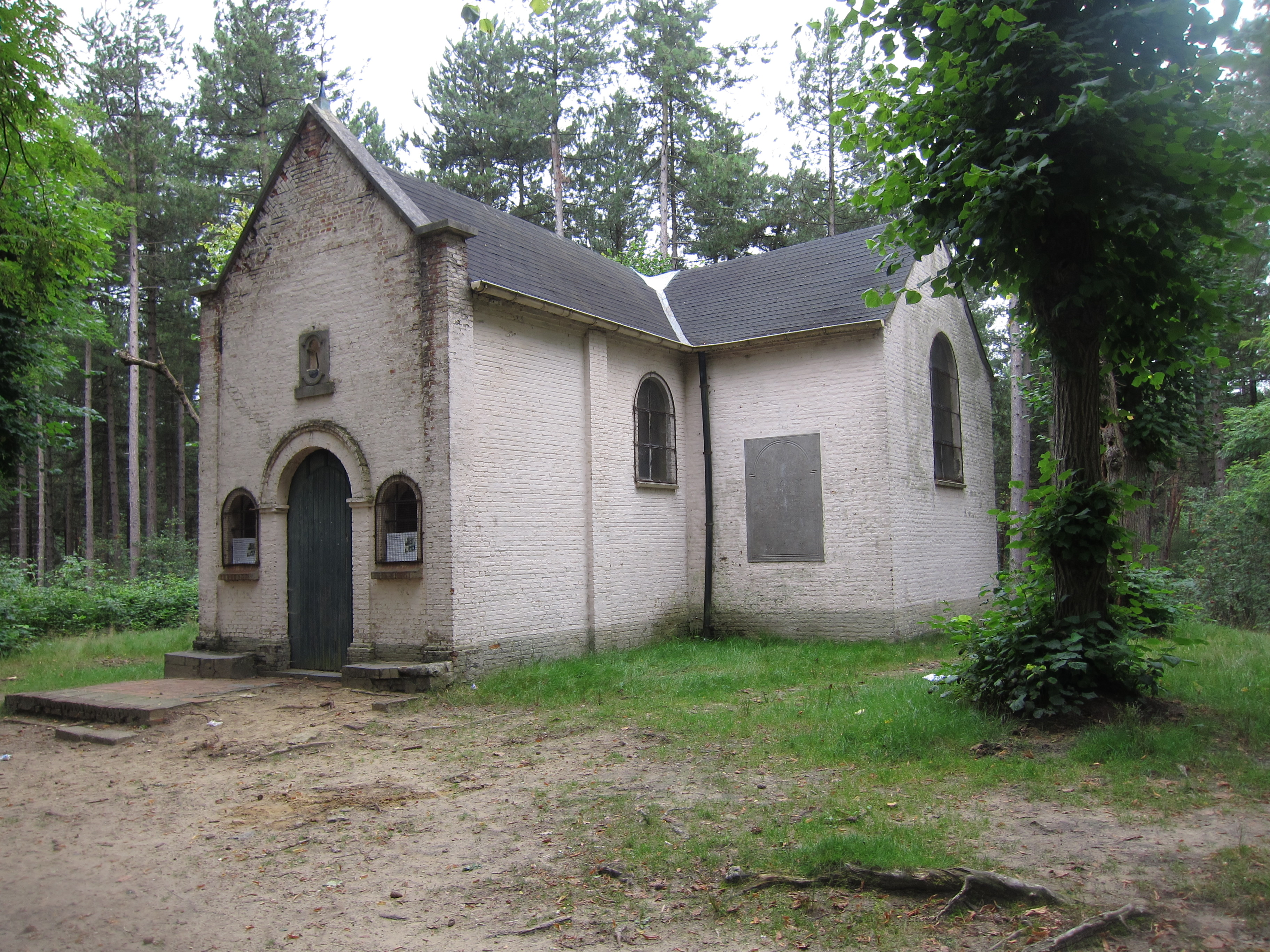
Heilige Kruiskapel
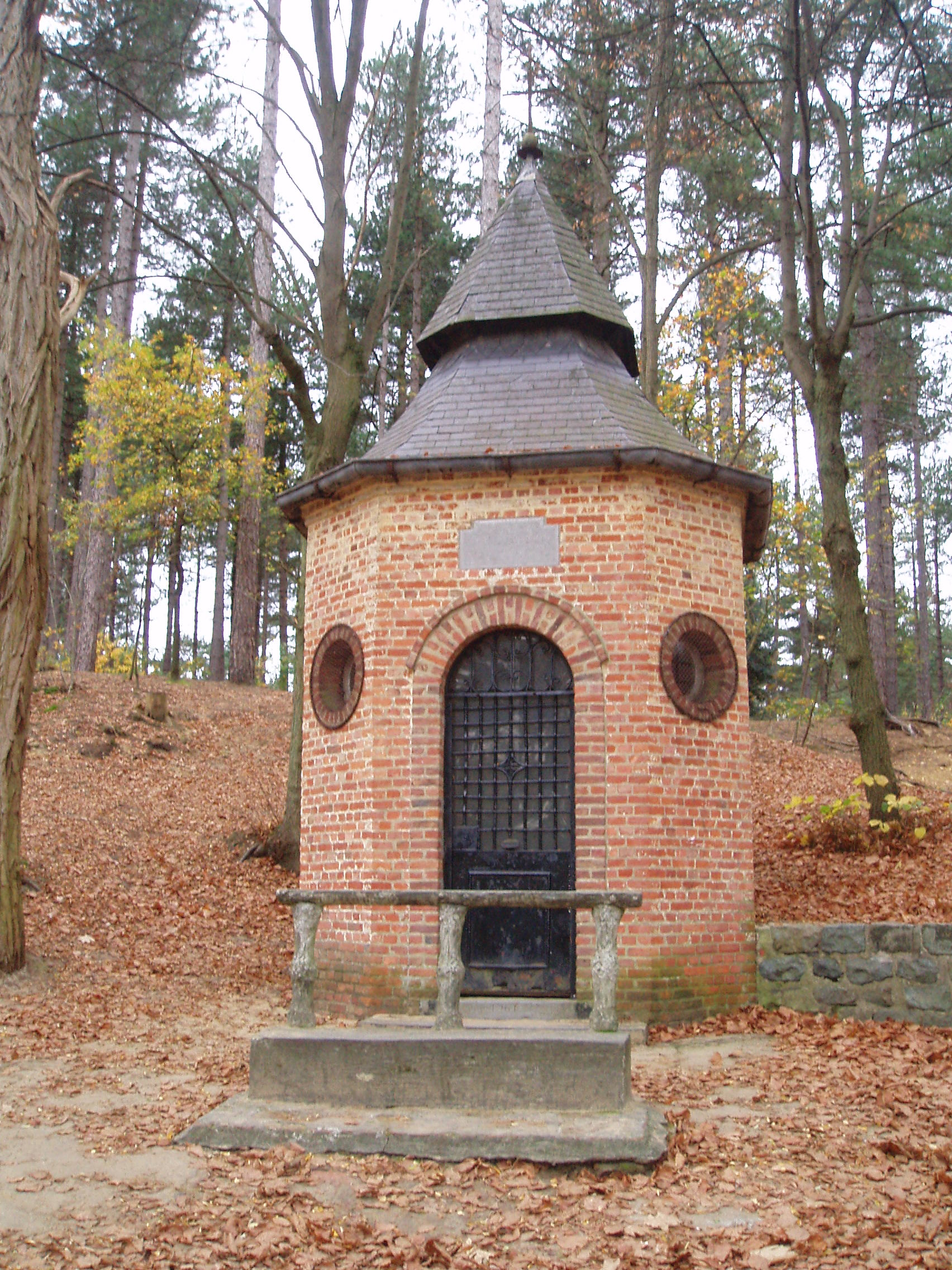
Heilige Grafkapel
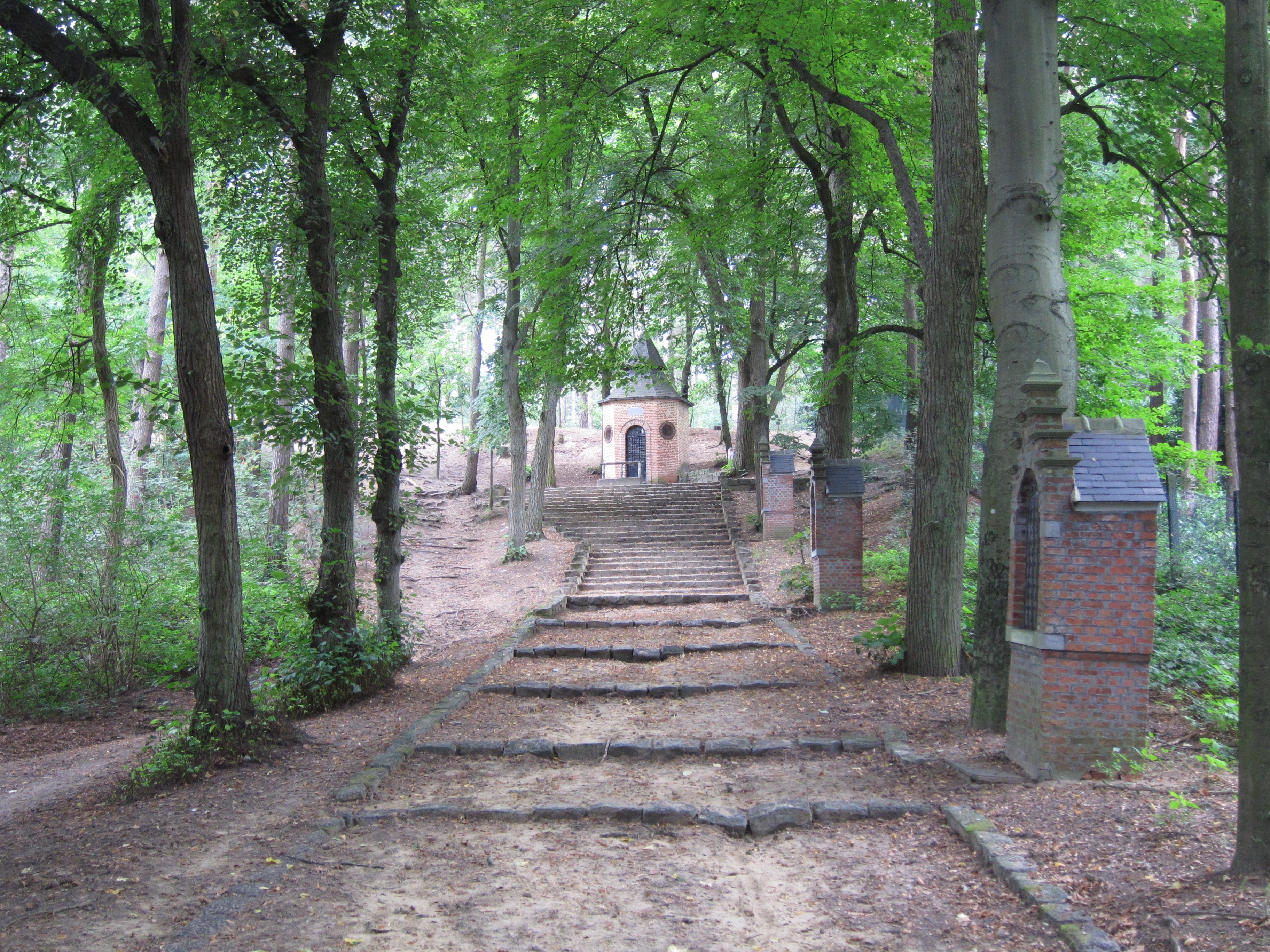
Deel van de kruisweg, met de Heilige Grafkapel
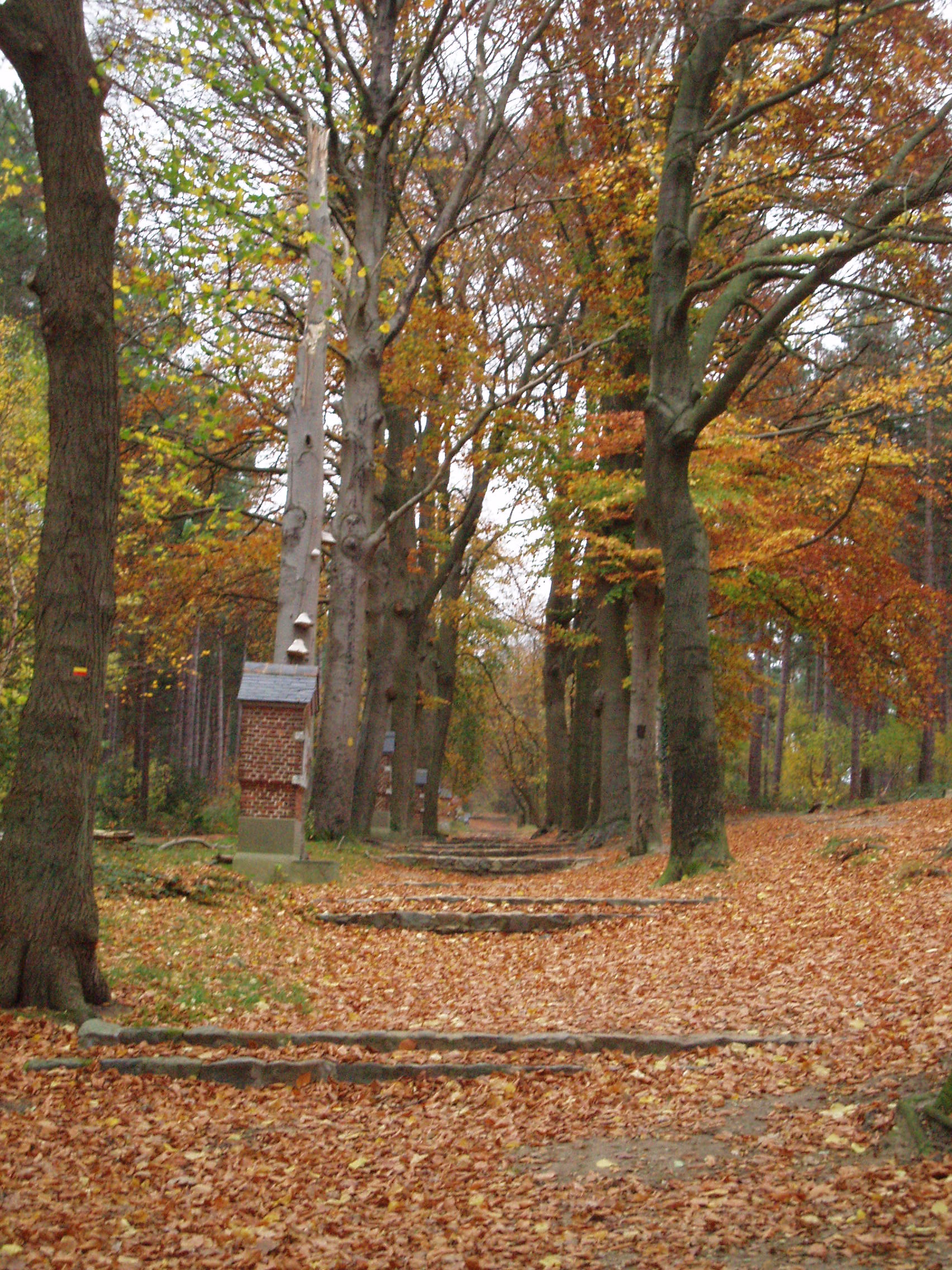
Deel van de kruisweg
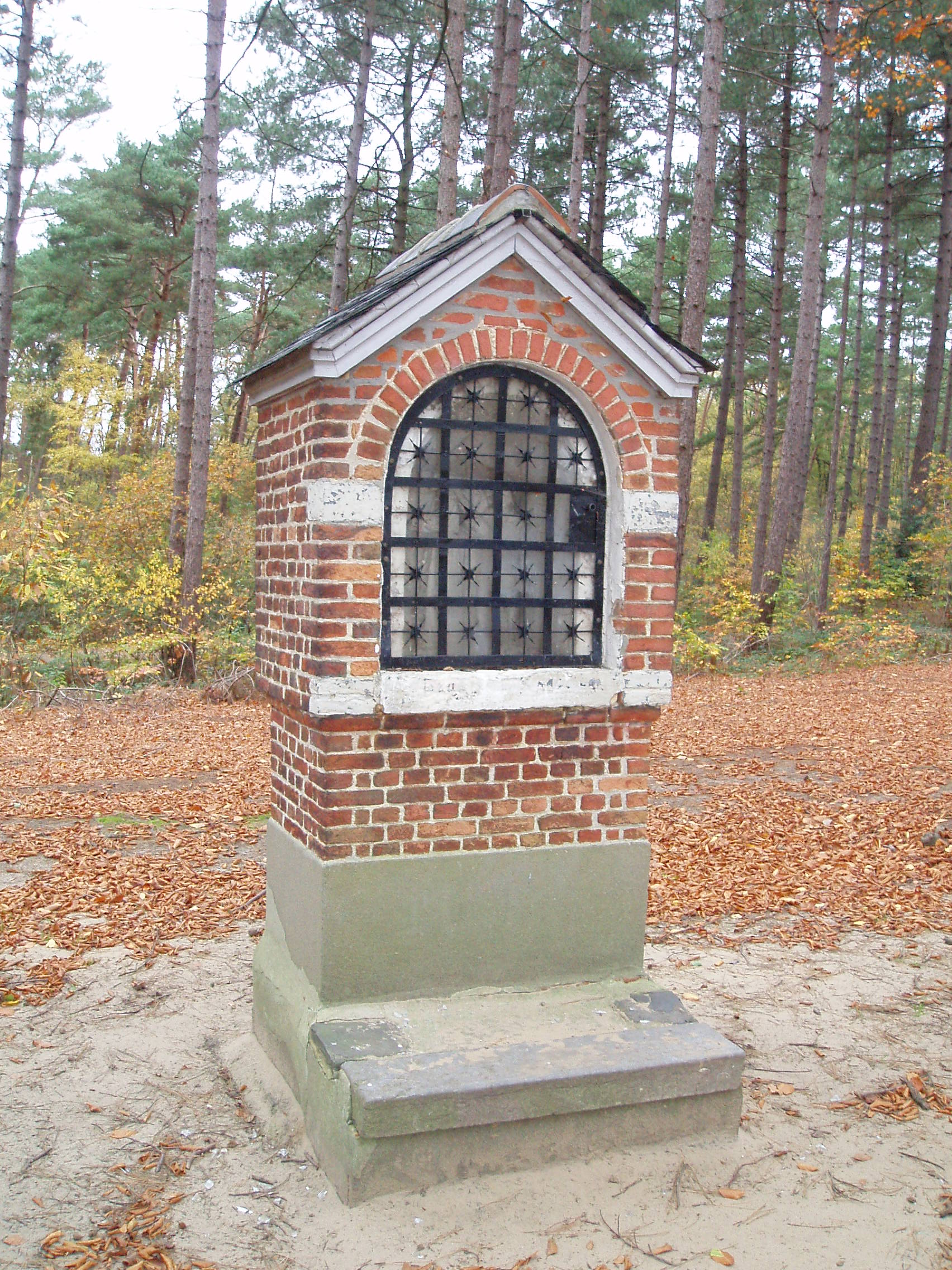
Statie